# پیامنی
پیامنی یکی از طوایف لک از ایل سکوند که ساکن استان های لرستان ، کرمانشاه و خوزستان هستند. در حال حاضر این طایفه ساکن دهستان کرگاه شرقی و دهستان ازنا سکوند از توابع شهرستان خرم‌آباد  و شهرستان دورود است و شهرستان اندیمشک در خوستان و درمناطقی از استان کرمانشاه می باشد.

## تبار شناسی
متن زیر از سیاحتنامه کلنل چریکوف روس در  سال ۱۲۲۸ ق (۱۱۹۲ش) برگرفته شده است :
جلگه و محوطه هرو اول خاک لرستان از طرف بروجرد ده فرسخ طول آن در دامنه کوه گرو گرین است عرض شش فرسخ میباشد. محل ییلاق طوايف " دالوند و قایدرحمت  است. کرنوکر، پیامنی و کر زبر در آنجا سکنی دارند. نسبت به أغلب صفحات لرستان خوش آب و هواتر است. ابتدای محل هرو طایفه قایدرحمت است که سرآب رودخانه کشکان از آنجا جاری میشود. دو فرسخ طول محل طایفه مزبوره است قلعه و دهکده دارند دو سال است زراعت خوبی میکنند از قدیم الایام آثار بزرگی در آنجا معلوم است. در فصل زمستان [ کثیری ] از طوایف مزبوره به گرمسیرات می روند، بعضی از آنها در دهکده های مخروبه در سرکشت و زراعت خود میمانند.
محل آنها کم هیزم است و از این جهت قدری بر آنها سخت میگذرد این محل " قاید رحمت و دالوند"(ایل باجولوند) در سابق ۶۷ شصت و هفت پارچه دهکده و آبادی بوده که همه با حصار و قلعه های چهار برجی و شش الی ده برجی داشته خیلی آباد و آبادی گذاشته اگر رفع علل بکلی بشود خیلی مفید خواهد بود. سه فرسخ محل سکنای طایفه دالوند" است. قلعه و دهکدههای مخروبه هم دارد. زراعت در محل آنها خوب میشود و در آنجا چشمه آبی جاری است و مشهور به " سراب زاغه " سه سنگ آب دارد و زراعت طایفه مزبور از آن سراب است. و رود کشکان kashkan ] از آن میگذرد .
تیره های کرنوکر، پیامنی ، کرزبر جزو قاید رحمت نمی باشند . کرزبر " قبلا در سراب داراب چغلوندی سکونت داشته ولی فعلا متفرق هستند. " پیامنی ها جزو طایفه سکوند هستند و هم اکنون در ازنا و چزال (کرگاه ) سکونت دارند. کرنوکر اکنون در میان بهاروندها ( ده ناصر ) و تعدادی هم در بین بیران وندها به سر میبرند سرچشمه رود کشکان شامل که به طرف بروجرد میرود در زیر معتبر بوده اند.  
بنا بر اسناد ومتون قدیمی پیامنی تیره ای از ایل سکوند می باشد . احتمالا در زمان بازگشت ایل از شیراز پس از شکست حکومت کریمخان زند مدت کوتاهی به هلیلان و زردلان مهاجرت کرده در میان ایل بالاوند سکونت کرده به دلیل چراگاه های مرغوب جهت دامپروری و پس از مدت کوتاهی به دلیل کمبود زمین حاصل خیز به جهت کشاورزی در این مناطق  به برادران نسبی و سببی خود در لرستان پیوسته است. 

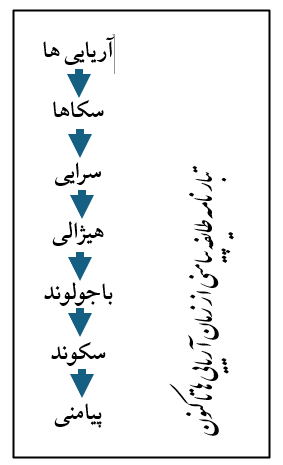
تبار نامه پیامنی از گذشته تاکنون

## زبان از گذشته تاکنون
پیامنی ها در گذشته به زبان لکی که همان گویش باجولوند ها (سکوندها) وبیرانوند ها بوده تکلم میکرده و امروزه بیشتر به زبان لری تکلم می کنند .دلیل تغییر گویش باجولوند ها از گذشته تا به امروز همرز بودن با ایل بالاگریوه دادو ستد با مردمان این ایل و استفاده از زبان رایج این مردمان بوده است . البته باید به این توجه داشت اسناد ومتون موجود درباره زبان لری(خرم آبادی) و لکی را از یک ریشه میدانند و متاسفانه زبان لری امروزه از زبان فارسی نوین بسیار زیاد تاثیر پذیرفته درحالی که گویش لکی کمتر از زابان فارسی امروزه تاثیر پذیرفته است .
پس طبق تبار شناسی پیامنی هم به مانند سایر تیره های طایفه سکوند به عنوان جزئی از ایل باجولوند لک( شاخه ای از قومیت لر ) می باشد. 

## طوایف وتیره های ایل پیامنی:
1-طایفه ممیدوند(دانیالی ،اسفندیاری،سبزواری،ذوالفقاری،مرید،محمد،سلیمان،مرشد،
علی دوست،برفی،بارانی،میرحسین،کلاه کج،صیدی بک بزرگ،خدادوست،راشد-مجموعا17تیره)
2-طایفه چهوند(تقی،باله،کله پا،کیله،علیسی،عبدالرضا) تیره کله پا یکی ازبزرگترین تیره هاست که هم اکنون دراستان های ایلام وکرمانشاه به طورگسترده درمیان ایل کلهرزندگی می کنند.
3-طایفه رضاوند(آینه،تقی،گرزگرزی)
4-طایفه علاوند(محمد،احمد،بارانی)